# Amalia van Brunswijk-Wolfenbüttel

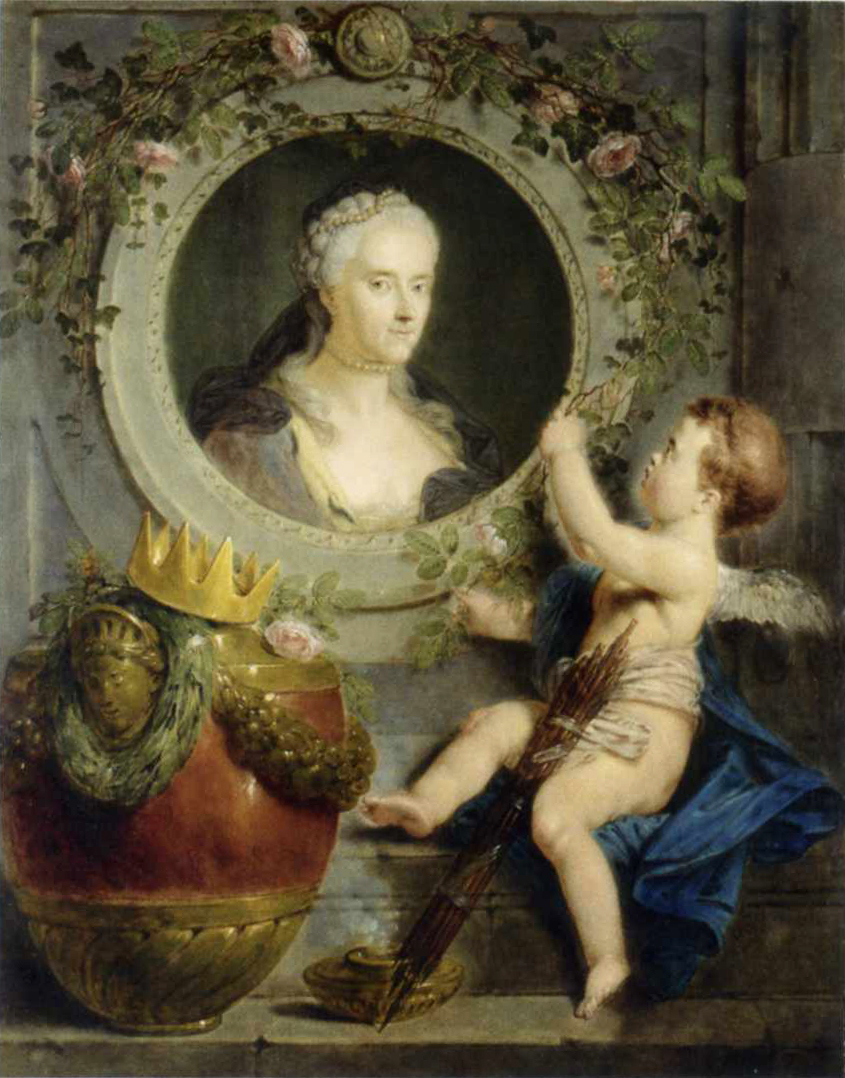
Amalia (1780)

Louise Amalia van Brunswijk-Wolfenbüttel (Bevern, 29 januari 1722 - Berlijn, 23 januari 1780) was een dochter van Ferdinand Albrecht II van Brunswijk-Bevern en Antoinette Amalia van Brunswijk-Wolfenbüttel.

## Huwelijk en kinderen
Amalia trouwde op 6 januari 1742 met August Willem van Pruisen (1722-1758), met wie zij de volgende kinderen kreeg:
- Frederik Willem II (1744-1797), koning van Pruisen, gehuwd met Elisabeth van Brunswijk-Wolfenbüttel (1746-1840) en later met Frederika van Hessen-Darmstadt (1751-1805)
- Frederik Hendrik Karel (1747-1767)
- Frederika Sophia Wilhelmina (1751-1820), gehuwd met stadhouder Willem V van Oranje-Nassau (1748-1806)
- George Karel Emil (1758-1759)

Ze nam de opvoeding waar van haar kleindochter Frederika van Pruisen, toen haar schoondochter Elisabeth vanwege de vele schandalen werd verbannen naar Stettin. 

### Voorvaderen
| Amalia van Brunswijk-Wolfenbüttel             | Amalia van Brunswijk-Wolfenbüttel                                                                                       | Amalia van Brunswijk-Wolfenbüttel                                                                                       | Amalia van Brunswijk-Wolfenbüttel                                                                                       | Amalia van Brunswijk-Wolfenbüttel                                                                                       | Amalia van Brunswijk-Wolfenbüttel                                                                                       | Amalia van Brunswijk-Wolfenbüttel                                                                                       | Amalia van Brunswijk-Wolfenbüttel                                                                                       | Amalia van Brunswijk-Wolfenbüttel                                                                                       |
| --------------------------------------------- | --- | --- | --- | --- | --- | --- | --- | --- |
| Overgrootouders                               | August van Brunswijk-Wolfenbüttel ((1579–1666) ∞ Elisabeth Sophia van Mecklenburg-Güstrow ((1613–1676)                  | August van Brunswijk-Wolfenbüttel ((1579–1666) ∞ Elisabeth Sophia van Mecklenburg-Güstrow ((1613–1676)                  | Frederik van Hessen-Eschwege (1616–1655) ∞ Eleonora Catharina van Palts-Kleeburg (1626-1692)                            | Frederik van Hessen-Eschwege (1616–1655) ∞ Eleonora Catharina van Palts-Kleeburg (1626-1692)                            | Anton Ulrich van Brunswijk-Wolfenbüttel (1633-1714) ∞ Elisabeth Juliana van Sleeswijk-Holstein-Sonderburg-Norburg (-)   | Anton Ulrich van Brunswijk-Wolfenbüttel (1633-1714) ∞ Elisabeth Juliana van Sleeswijk-Holstein-Sonderburg-Norburg (-)   | Albrecht Ernst I van Oettingen-Oettingen (1642–1683) ∞ Christine Friederike von Württemberg (1644–1674)                 | Albrecht Ernst I van Oettingen-Oettingen (1642–1683) ∞ Christine Friederike von Württemberg (1644–1674)                 |
| Grootouders                                   | Ferdinand Albrecht I van Brunswijk-Bevern (1636–1687) ∞ Christina van Hessen-Eschwege (1649–1702)                       | Ferdinand Albrecht I van Brunswijk-Bevern (1636–1687) ∞ Christina van Hessen-Eschwege (1649–1702)                       | Ferdinand Albrecht I van Brunswijk-Bevern (1636–1687) ∞ Christina van Hessen-Eschwege (1649–1702)                       | Ferdinand Albrecht I van Brunswijk-Bevern (1636–1687) ∞ Christina van Hessen-Eschwege (1649–1702)                       | Lodewijk Rudolf van Brunswijk-Wolfenbüttel (1674–1735) ∞ 1690 Christine Louise van Oetingen-Oetingen (1704–1774)        | Lodewijk Rudolf van Brunswijk-Wolfenbüttel (1674–1735) ∞ 1690 Christine Louise van Oetingen-Oetingen (1704–1774)        | Lodewijk Rudolf van Brunswijk-Wolfenbüttel (1674–1735) ∞ 1690 Christine Louise van Oetingen-Oetingen (1704–1774)        | Lodewijk Rudolf van Brunswijk-Wolfenbüttel (1674–1735) ∞ 1690 Christine Louise van Oetingen-Oetingen (1704–1774)        |
| Ouders                                        | Ferdinand Albrecht II van Brunswijk-Wolfenbüttel (1671–1735) ∞ Antoinette Amalia van Brunswijk-Wolfenbüttel (1671–1747) | Ferdinand Albrecht II van Brunswijk-Wolfenbüttel (1671–1735) ∞ Antoinette Amalia van Brunswijk-Wolfenbüttel (1671–1747) | Ferdinand Albrecht II van Brunswijk-Wolfenbüttel (1671–1735) ∞ Antoinette Amalia van Brunswijk-Wolfenbüttel (1671–1747) | Ferdinand Albrecht II van Brunswijk-Wolfenbüttel (1671–1735) ∞ Antoinette Amalia van Brunswijk-Wolfenbüttel (1671–1747) | Ferdinand Albrecht II van Brunswijk-Wolfenbüttel (1671–1735) ∞ Antoinette Amalia van Brunswijk-Wolfenbüttel (1671–1747) | Ferdinand Albrecht II van Brunswijk-Wolfenbüttel (1671–1735) ∞ Antoinette Amalia van Brunswijk-Wolfenbüttel (1671–1747) | Ferdinand Albrecht II van Brunswijk-Wolfenbüttel (1671–1735) ∞ Antoinette Amalia van Brunswijk-Wolfenbüttel (1671–1747) | Ferdinand Albrecht II van Brunswijk-Wolfenbüttel (1671–1735) ∞ Antoinette Amalia van Brunswijk-Wolfenbüttel (1671–1747) |
| Amalia van Brunswijk-Wolfenbüttel (1722–1780) | | | | | | | | |